# Sedki Sobhy

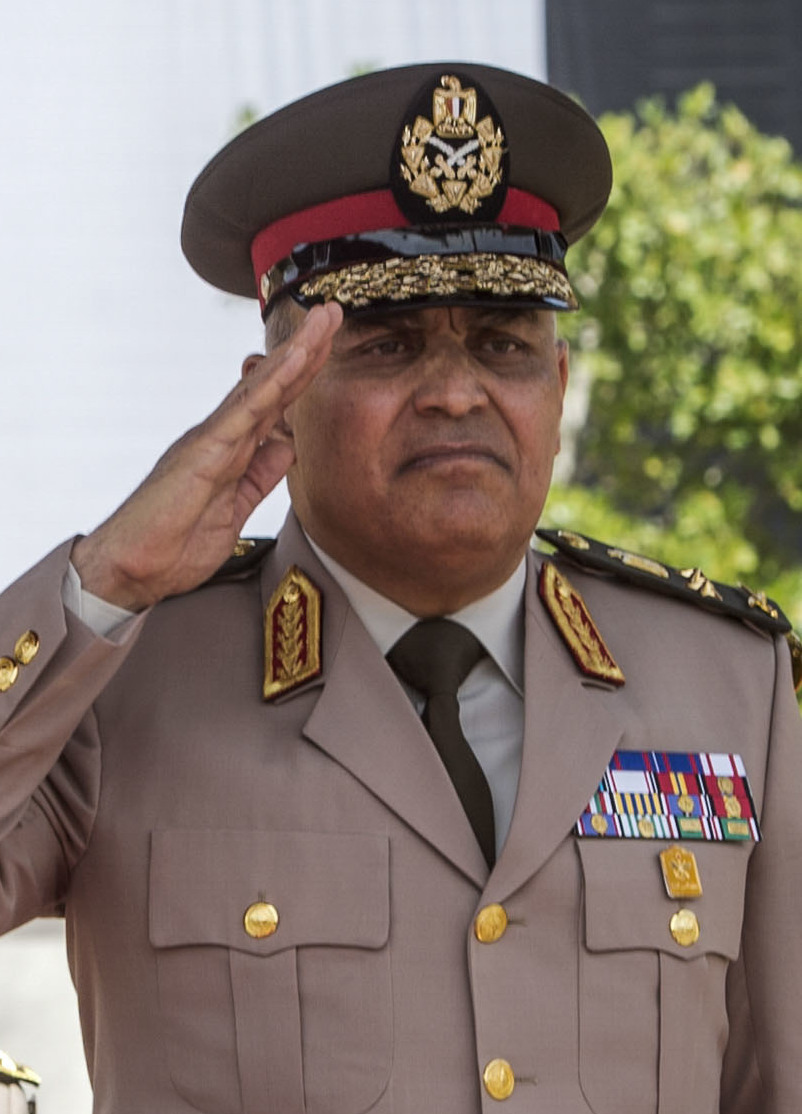
Sedki Sobhy, 2017

Sedki Sobhy Sayyid Ahmad (arabisch صدقي صبحي سيد أحمد , DMG Ṣidqī Ṣubḥī Sayyid Aḥmad; * 12. Dezember 1955 in Minuf, Ägypten) ist ein ägyptischer Politiker und ehemaliger General. Er wurde im März 2014 als Verteidigungsminister vereidigt, nachdem Abd al-Fattah as-Sisi zurückgetreten war, um für das Präsidentenamt zu kandidieren.

## Leben
Er graduierte 1976 in Militärwissenschaften an der ägyptischen Militärakademie, wurde Brigadegeneral der ägyptischen Armee und am 12. August 2012 vom damaligen Präsidenten Mohammed Mursi zum Stabschef der ägyptischen Streitkräfte ernannt. Er ersetzte damit Sami Hafez Enan.
Am 19. Dezember 2017 wurde Sobhy Ziel eines Attentats. Der Flughafen al-Arisch wurde von der Terrororganisation Islamischer Staat mit einer Panzerabwehrrakete angegriffen. Ein Offizier wurde getötet, zwei weitere verletzt und ein Hubschrauber beschädigt. Der Angriff fand während des Besuchs von Sedki Sobhy und Innenminister Magdi Abdel Ghaffar statt, während Sobhy die Streitkräfte und die Sicherheitslage in der Stadt al-Arisch inspizierte.
Sobhy ist verheiratet, hat drei Töchter und einen Sohn.

## Beziehungen zu den Vereinigten Staaten
Von 2004 bis 2005 absolvierte Sedki Sobhy ein Masterstudium in Strategischen Studien am United States Army War College in Carlisle in Pennsylvania. Während er dort war, schrieb er ein Schreiben, in dem er den Vereinigten Staaten empfahl, ihr Militär aus dem Nahen Osten abzuziehen und sich stattdessen auf die sozioökonomische Hilfe für die Region zu konzentrieren. Das Schreiben wurde auf einer Website des US-Verteidigungsministeriums veröffentlicht.
Nach dem ägyptischen Staatsstreich 2013 sprach Sedki Sobhy am 4. Juli 2013 telefonisch mit Martin E. Dempsey, dem US-Vorsitzenden der Joint Chiefs of Staff, und hatte bis zum 8. Juli zweimal mit ihm gesprochen.